# Sophie Sorschag
Sophie Sorschag (* 14. November 1998 in Villach) ist eine ehemalige Skispringerin aus Österreich, die von 2023 bis 2024 für den Kosovo startete.

## Werdegang
Sophie Sorschag spielte in ihrer Jugend Fußball und war Mittelfeldspielerin bei der Damenmannschaft des SK Grafendorf/Obergailtal, bevor sie zu den Spezialspringern wechselte. Sie startete am 7. und 8. August 2016 zum ersten Mal im Rahmen von zwei Wettbewerben in Klingenthal im Skisprung-Alpencup, wo sie die Plätze 33 und 29 belegte. In der Folge startete sie weitere Male bei Alpencup-Wettbewerben in Deutschland, Österreich und Slowenien. Am 24. und 25. Februar 2018 startete sie zudem in Villach erstmals im FIS Cup, wo sie den 29. und 28. Platz belegte. Am 19. und 20. Januar 2019 debütierte Sorschag in Planica schließlich im Continental Cup, wo sie mit einem dritten und siebten Platz direkt eine Podestplatzierung sowie Continental-Cup-Punkte erreichte. Letztlich schloss sie die Saison auf dem elften Platz in der Gesamtwertung und auf dem sechsten Platz in der Winterwertung ab.
2021 gewann sie bei den Nordischen Skiweltmeisterschaften in Oberstdorf gemeinsam mit Daniela Iraschko-Stolz, Chiara Hölzl und Marita Kramer die Goldmedaille im Teambewerb auf der Normalschanze mit 1,4 Punkten Vorsprung auf das slowenische Team.
2022 nahm Sorschag an den Olympischen Winterspielen in Peking teil. Sie rückte ins Aufgebot nach, nachdem die ursprünglich nominierten Marita Kramer und Jacqueline Seifriedsberger aufgrund einer Infektion mit COVID-19 nicht teilnehmen konnten. Sie wurde im Wettbewerb auf der Normalschanze jedoch disqualifiziert, da die Sponsoren auf ihrem Anzug nicht regelkonform abgeklebt waren.
Am 8. November 2022 kündigte Sorschag an, in Zukunft nicht mehr für Österreich starten zu wollen, da sie im Sommer aus dem ÖSV ausgeschlossen worden sei. Dem widersprach ÖSV Sportdirektor Mario Stecher: Sorschag selbst habe einen Antrag auf Nationenwechsel gestellt. Am 20. Januar 2023 wurde bekannt, dass Sorschag ab sofort für den kosovarischen Skiverband starten wird. Im Oktober 2022 begannen erstmals Gerüchte über einen Wechsel der Nation zu kursieren, nachdem das estnische Portal Õhtuleht berichtet hatte, dass Sorschag möglicherweise nach Estland wechseln würde. Auch Bulgarien und Schweden wurden als mögliche neue Nationen gehandelt. Sie ist damit die erste Sportlerin des Kosovo in dieser Disziplin.
Ihr Weltcupdebüt für den Kosovo feierte sie am 1. Dezember 2023 in Lillehammer. Im Jänner 2024 gab sie bekannt, dass ein Start derzeit aus finanziellen Gründen nicht möglich ist und beendete die Saison frühzeitig.
Sorschag wohnt in Reisach und Innsbruck. Sie studiert Lehramt.

## Erfolge

### Weltcupsiege im Team
| Nr. | Datum         | Ort          | Typ             |
| --- | ------------- | ------------ | --------------- |
| 1.  | 28. März 2021 | Tschaikowski | Normalschanze 1 |

### Continental-Cup-Siege im Einzel
| Nr. | Datum             | Ort       | Typ           |
| --- | ----------------- | --------- | ------------- |
| 1.  | 14. Dezember 2019 | Notodden  | Normalschanze |
| 2.  | 26. Januar 2020   | Rena      | Normalschanze |
| 3.  | 12. Dezember 2021 | Vikersund | Großschanze   |
| 4.  | 17. Dezember 2021 | Notodden  | Normalschanze |
| 5.  | 18. Dezember 2021 | Notodden  | Normalschanze |

## Statistik

### Weltcup-Platzierungen
| Saison  | Platz | Punkte |
| ------- | ----- | ------ |
| 2019/20 | 40.   | 017    |
| 2020/21 | 12.   | 260    |
| 2021/22 | 43.   | 022    |

### Grand-Prix-Platzierungen
| Saison | Platz | Punkte |
| ------ | ----- | ------ |
| 2020   | 13.   | 020    |
| 2021   | 25.   | 055    |

### Continental-Cup-Platzierungen
| Saison  | Sommer | Sommer | Winter | Winter | Gesamt | Gesamt |
| Saison  | Platz  | Punkte | Platz  | Punkte | Platz  | Punkte |
| ------- | ------ | ------ | ------ | ------ | ------ | ------ |
| 2018/19 | –      | –      | 06.    | 186    | 11.    | 186    |
| 2019/20 | 52.    | 033    | 02.    | 320    | 03.    | 353    |